# Ђело
Ђело итал. Gello је насеље у Италији у округу Пиза, региону Тоскана.
Према процени из 2011. у насељу је живело 2365 становника. Насеље се налази на надморској висини од 3 м.